# Isabella d'Armenia e Tiro
Isabella d'Armenia, o Zabel o Spill ((HY)  Զապել; 1276 – Sis, 1323 circa), principessa della Piccola Armenia, che fu signora consorte di Tiro dal 1293 al 1310, e consorte del reggente e usurpatore della corona di Cipro e di Gerusalemme, dal 1306 al 1310.

## Biografia

### Giovinezza
Secondo il King Hetum II's Chronicle, Isabella o Zabel o Spill, apparteneva alla famiglia degli Hetumidi, era figlia del re della Piccola Armenia, Leone III e della moglie, una discendente dei signori di Lampron, Keran di Lampron, figlia di Aitone IV, signore di Lampron.

Leone III d'Armenia, ancora secondo il King Hetum II's Chronicle, era figlio del correggente (dal 1226) e poi re Aitone I, della casata degli Hetumidi e della regina della Piccola Armenia, Zabel, ultima discendente della casata dei Rupenidi.
Isabella (Spill) nacque, nel 1276, da un parto gemellare con Sempad.
Secondo un documento della Histoire de l'île de Chypre sous le règne des princes de la maison de Lusignan, volume 2, datato 1286, fu rilasciata una dispensa papale da papa Onorio IV, per un duplice matrimonio tra un figlio e una figlia del Re di Cipro con una figlia ed un figlio del re della Piccola Armenia; a seguito di questo documento vi fu il matrimonio tra Margherita di Lusignano ed il futuro re Teodoro III d'Armenia, mentre per la figlia del re di Armenia, probabilmente, Isabella, il matrimonio non andò a buon fine.

### Matrimonio
Isabella poi, nel 1293, sposò un figlio del Re di Cipro e Re titolare di Gerusalemme, Ugo III, il signore di Tiro e Conestabile del Regno di Gerusalemme, Amalrico, come ci viene confermato sia dal King Hetum II's Chronicle, che dalla Chroniques d'Amadi et de Strambaldi. T. 1 conferma il matrimonio con Isabella, ed anche da Les familles d'outre-mer, che era figlio oltre che di Ugo III anche di Isabella d'Ibelin, che sempre secondo Les familles d'outre-mer, era figlia di Guido d'Ibelin, maresciallo e connestabile del Regno di Cipro, e della moglie, Filippa Barlais, figlia di Amalrico Barlais e della moglie, Agnese di Margat, figlia di Bertrando, signore di Margat.
Suo marito Amalrico tra il 1306 ed il 1310, spodestò il proprio fratello, Enrico II di Cipro; non è chiaro se assunse formalmente la corona o se fosse incoronato, tuttavia, governò come Rettore o Reggente di Cipro e Gerusalemme, per circa quattro anni accolto, almeno inizialmente, dal favore popolare.

Isabella fu direttamente coinvolta, quando, nel mese di ottobre 1309, andò in Armenia per concordare col fratello, il re Oscin d'Armenia, il trasferimento in Cilicia da esiliato di Enrico II di Cipro, come viene riportato sia dalla Chroniques d'Amadi et de Strambaldi. T. 1, che dalla Chronique de l'Île de Chypre; Enrico II fu poi esiliato nel febbraio del 1310.
Pochi mesi dopo l'esilio di Enrico II, il 5 giugno del 1310, Isabella rimase vedova, il marito, Amalrico, fu assassinato a Nicosia da Simone di Montolif.
Dopo la morte di Amalrico II, vi furono circa due mesi di trattative, tra i partigiani di Enrico e coloro che erano rimasti fedeli a Isabella la vedova di suo fratello, con l'intervento della regina madre, Isabella d'Ibelin; nel mese di agosto, Isabella ed i suoi figli si recarono in Cilicia, chiesero perdono e restituirono la corona ed i sigilli reali ad Enrico II, che rientrò nel suo regno, arrivando il 27 agosto a Famagosta, dove fu accolto trionfalmente dalla popolazione, e a Nicosia il 10 settembre. Questi avvenimenti sono narrati anche nella Chronique de l'Île de Chypre.
Isabella ed i figli rimasero in Cilicia, non ritornarono più a Cipro.

### Morte
Tra il 1320 ed il 1323, secondo il Recueil des historiens des croisades. Documents arméniens. Tome second, Isabella, fu fatta imprigionare insieme a quattro dei suoi figli Ugo, Enrico, Giovanni e Boemondo e poi fu assassinata per volontà del reggente Oscin di Corico, che agiva in qualità di tutore del nipote, Leone V e voleva ridurre il numero di pretendenti al trono del regno di Cilicia.

## Discendenza
Isabella d'Armenia e Amalrico ebbero sei figli:
- Ugo[22] († tra il 1318 ed il 9 aprile 1323 in prigione in Cilicia[23]), Signore di Crusoche prima del 1310; prima nel 1310 sposò Eschive d'Ibelin (morta post marzo 1324), vedova di Gautier de Dampierre-sur-Salon, Signora di St. Nicholas e figlia del Connestabile di Cipro, Filippo d'Ibelin (m. 1304/1305) e di Simone de Montfaucon o von Mömpelgard, che Filippo aveva sposato nel 1253; Ugo e Eschive non ebbero figli.

- Enrico[22] († prima del 9 aprile 1323, in prigione in Cilicia[23]), non sposato e senza figli.

- Guido[22] (assassinato in Cilicia 17 aprile 1344[24]), re della Piccola Armenia[22] col nome di Costantino IV d'Armenia

- Giovanni[22] († il 17 agosto 1344 a Sis, in Cilicia[25]), per qualche tempo connestabile e reggente del Regno armeno di Cilicia[22] ; sposò prima del 1340 Sultana di Georgia (post 1343), figlia di Giorgio V re di Georgia[26] dal 1318 al 1346 (morto nel 1346); ebbe due figli, uno dei quali illegittimo:

- Boemondo di Lusignano (morto a Venezia nel 1364), pretendente al trono della Piccola Armenia nel 1363, forse Patriarca del Cairo;
- Leone VI d'Armenia (illegittimo).

- Boemondo[22] (assassinato il 17 aprile 1344 in Cilicia[24]), Conte di Corcyus e Signore di Corico[26](1336), sposò nel 1340 Eufemia di Neghir (1325 – post 1381 a Gerusalemme), figlia di Baldovino di Neghir, Maresciallo d'Armenia (o Baldovino, Maresciallo di Neghir); Boemondo ebbe solo un figlio illegittimo fuori dal matrimonio:

- Bartolomeo di Lusignano co-reggente d'Armenia (morto post 1373), non sposato e senza figli.

- Agnese (Annota/Maria) († dopo il 1309), sposò nel 1305 circa, o tra 1305 e 1306, suo cugino Leone IV (1287 – assassinato nel 1307), non ebbero figli; di questo matrimonio non vi è conferma in nessuna fonte primaria; viene citata nel 1309, come Agnese[27] o come Annota[28].

## Ascendenza
|                              |   |                                 | Genitori                 |  |  | Nonni |  |  | Bisnonni               |  |  | Trisnonni           |  |
|                              |   |                                 |                          |  |  |       |  |  | Costantino di Barbaron |  |  | Vacaghk di Barbaron |  |
|                              |   |                                 |                          |  |  |       |  |  | Costantino di Barbaron |  |  | Vacaghk di Barbaron |  |
|                              |   | …                               |                          |  |  |       |  |  | Costantino di Barbaron |  |  |                     |  |
| Aitone I d'Armenia           |   |                                 |                          |  |  |       |  |  | Costantino di Barbaron |  |  |                     |  |
|                              |   | Alice (o Partzapert) di Lampron | Aitone III di Lampron    |  |  |       |  |  |                        |  |  |                     |  |
|                              |   | Alice (o Partzapert) di Lampron | Aitone III di Lampron    |  |  |       |  |  |                        |  |  |                     |  |
|                              |   | Alice (o Partzapert) di Lampron | Rita dei Rupenidi        |  |  |       |  |  |                        |  |  |                     |  |
| Leone III d'Armenia          |   | Alice (o Partzapert) di Lampron |                          |  |  |       |  |  |                        |  |  |                     |  |
|                              |   | Leone II d'Armenia              | Stefano d'Armenia        |  |  |       |  |  |                        |  |  |                     |  |
|                              |   | Leone II d'Armenia              | Stefano d'Armenia        |  |  |       |  |  |                        |  |  |                     |  |
|                              |   | Leone II d'Armenia              | Rita di Barbaron         |  |  |       |  |  |                        |  |  |                     |  |
| Isabella d'Armenia           |   | Leone II d'Armenia              |                          |  |  |       |  |  |                        |  |  |                     |  |
|                              |   | Sibilla di Lusignano            | Amalrico II di Lusignano |  |  |       |  |  |                        |  |  |                     |  |
|                              |   | Sibilla di Lusignano            | Amalrico II di Lusignano |  |  |       |  |  |                        |  |  |                     |  |
|                              |   | Sibilla di Lusignano            | Isabella di Gerusalemme  |  |  |       |  |  |                        |  |  |                     |  |
| Isabella d'Armenia e di Tiro |   | Sibilla di Lusignano            |                          |  |  |       |  |  |                        |  |  |                     |  |
|                              | … | …                               |                          |  |  |       |  |  |                        |  |  |                     |  |
|                              | … | …                               |                          |  |  |       |  |  |                        |  |  |                     |  |
|                              | … | …                               |                          |  |  |       |  |  |                        |  |  |                     |  |
| Aitone IV di Lampron         | … |                                 |                          |  |  |       |  |  |                        |  |  |                     |  |
|                              |   | …                               | …                        |  |  |       |  |  |                        |  |  |                     |  |
|                              |   | …                               | …                        |  |  |       |  |  |                        |  |  |                     |  |
|                              |   | …                               | …                        |  |  |       |  |  |                        |  |  |                     |  |
| Keran di Lampron             |   | …                               |                          |  |  |       |  |  |                        |  |  |                     |  |
|                              |   | …                               | …                        |  |  |       |  |  |                        |  |  |                     |  |
|                              |   | …                               | …                        |  |  |       |  |  |                        |  |  |                     |  |
|                              |   | …                               | …                        |  |  |       |  |  |                        |  |  |                     |  |
| …                            |   | …                               |                          |  |  |       |  |  |                        |  |  |                     |  |
|                              |   | …                               | …                        |  |  |       |  |  |                        |  |  |                     |  |
|                              |   | …                               | …                        |  |  |       |  |  |                        |  |  |                     |  |
|                              |   | …                               | …                        |  |  |       |  |  |                        |  |  |                     |  |
|                              |   | …                               |                          |  |  |       |  |  |                        |  |  |                     |  |

### Fonti primarie
- (LA)  Histoire de l'île de Chypre sous le règne des princes de la maison de Lusignan, volume 2.
- (FR)  Recueil des historiens des croisades. Historiens occidentaux. Tome second.
- (IT)  Chroniques d'Amadi et de Strambaldi. T. 1.
- (IT)  Chronique de l'Île de Chypre.
- (EN)  [The_Armenia_History,_EN.pdf King Hetum II's Chronicle].

### Letteratura storiografica
- (FR)  Les familles d'outre-mer.
- Peter W. Edbury, The Kingdom of Cyprus and the Crusades, Cambridge University Press, 1991, ISBN 0-521-45837-4.
- (EN) Thomas Sherrer Ross Boase, The Cilician Kingdom of Armenia, Edimburgo, Scottish Academic Press, 1978, ISBN 0-7073-0145-9.